# Château de Hluboká
Le château de Hluboká  (en allemand Frauenberg) est un château néogothique situé dans la ville de Hluboká nad Vltavou, en République tchèque.

## Histoire
À l'origine, le château est construit par Ottokar II de Bohême dans la deuxième moitié du XIIIe siècle, il est reconstruit par les seigneurs de Jindřichův Hradec au XVIe siècle, dans un style Renaissance. Il est vendu en 1661 à la famille Schwarzenberg, et adapté dans un style baroque. Puis il est démoli et reconstruit au milieu du XIXe siècle dans un style gothique anglais . Son dernier propriétaire privé quitte la Bohême avant la Seconde Guerre mondiale. La propriété est nationalisée après la fin de ce conflit.

## Description
Il doit son apparence actuelle au prince Johann Adam de Schwarzenberg qui le fait reconstruire, en suivant l'exemple néogothique du château de Windsor par les architectes Franz Beer et Ferdinand Deworetzky entre 1841 et 1871. La plus grande pièce est la bibliothèque. La salle à manger est ornée de remarquables tapisseries flamandes du XVIIe siècle. 
Le parc (1,9 km2) est également redessiné dans le style des jardins anglais.
Il est nationalisé en 1947 par une loi spéciale, surnommée par les Tchèques Lex Schwarzenberg ainsi que 61 000 hectares et de nombreux immeubles et usines possédés par les Schwarzenberg de la branche dite de Frauenberg-Krumau (en tchèque Hluboká-Krumlov).

## Hluboká et les arts

### Au cinéma et à la télévision
Jackie Chan et Owen Wilson y ont tourné quelques scènes pour leur film Shanghai Kid 2.